# 林禹勝
林禹勝（1959年9月20日－），前新格唱片、迪門唱片旗下華語流行音樂男歌手。自校園民歌風潮沉寂後，新格唱片出版品的風格以及培植的歌手也開始注入更多的流行元素，富青春氣息的林禹勝便是當時所力捧的歌手之一。林禹勝在新格唱片曾出版「紙玫瑰」、「善意的謊言」、「碰我的肩榜」及「停留」等四張專輯。與新格唱片約滿後，林禹勝在迪門唱片出版「糾纏的雨」、與商怡雯合作的老歌專輯「重相逢」以及重唱老三台歷年知名連續劇主題曲的專輯「冰點」。林禹勝澄淨高亢的聲音特質與費玉清、張信哲及林志炫等人近似，惟更趨陰柔，音色在華語樂壇的男歌手中極其少見。因此，除陽光大男孩般的外型讓許多人對林禹勝印象深刻外，其特殊的聲線更使其在同期出道的眾多男歌手中贏得辨識度極高的位階。

## 作品
唱片專輯
- 《紙玫瑰》(1983年 新格唱片)
- 《善意的謊言》(1984年 新格唱片)
- 《碰我的肩膀》(1985年 新格唱片)
- 《停留》(1985年 新格唱片)
- 《糾纏的雨》(1987年4月 迪門唱片)
- 《重相逢》林禹勝、商怡雯 合輯(1987年6月 迪門唱片)
- 《冰點》(1989年11月 中外唱片)

主持
- 中國電視公司林禹勝電視專輯《林禹勝專輯》